# Das wilde Gefähr

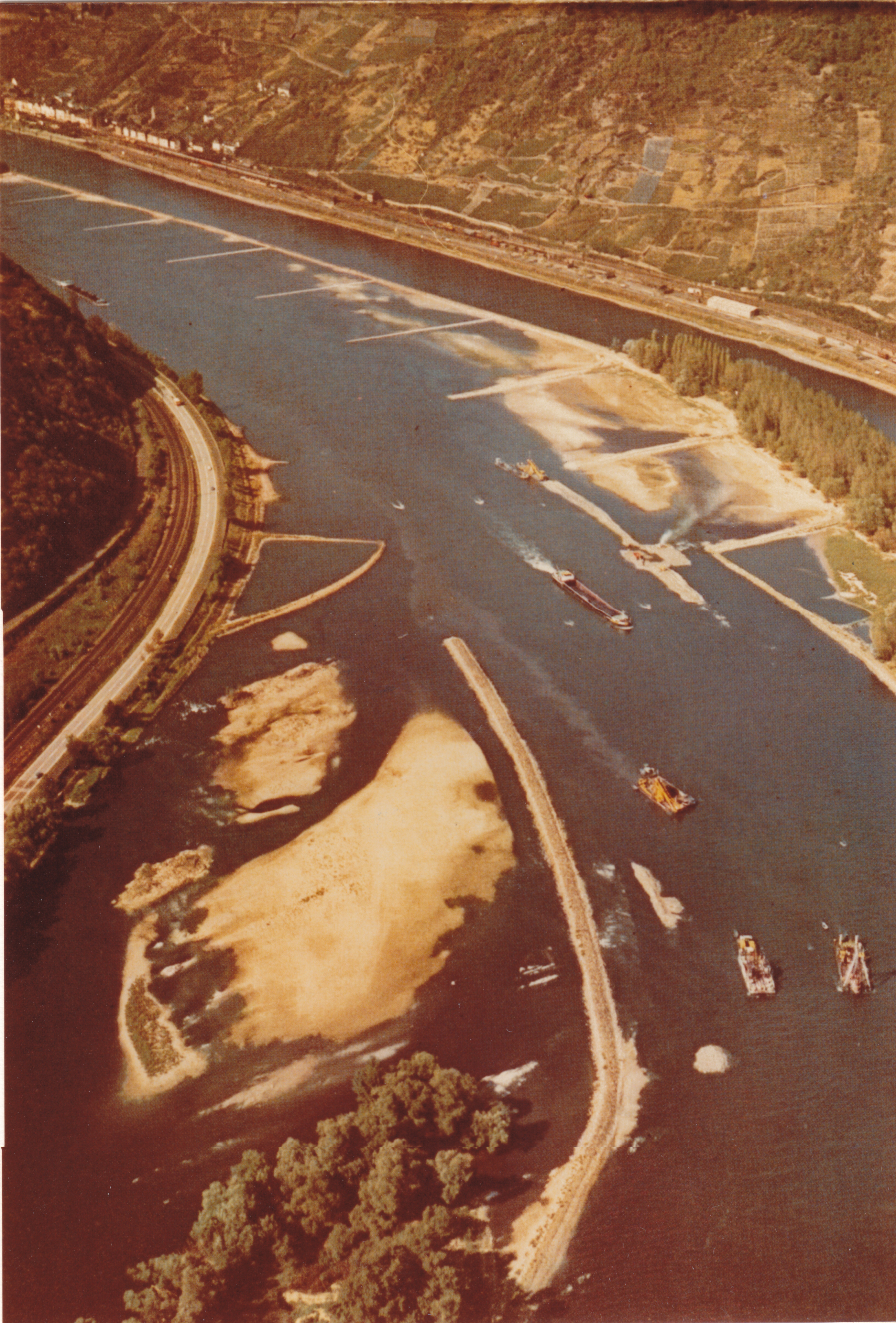
Bauarbeiten im wilden Gefähr im Sommer 1976. Links unten Bacharacher Werth, rechts oben Kauber Werth (Historisches Bildarchiv der Bundeswasserstraßen)

Das wilde Gefähr ist ein rund 400 Meter langer Felsabschnitt mit starkem Gefälle in der Gebirgsstrecke des Mittelrheins. Es liegt bei Stromkilometer 544,7 zwischen den Städten Bacharach und Kaub sowie den Rheininseln Bacharacher und Kauber Werth. Durch Ausbaumaßnahmen im 19. und 20. Jahrhundert verlor das wilde Gefähr den Charakter einer Stromschnelle, die für die Rheinschifffahrt nach dem Binger Loch zu den am schwierigsten zu passierenden Flussabschnitten gehörte.

## Name
Der Name Das wilde Gefähr (seltener: Das wilde Gefährt) ist für das Jahr 1410 belegt. Er gehört zu den Wasserflurnamen, die von Schiffern und Fischern geprägt wurden; Gefähr wird auf das mittelhochdeutsche gevoere für „Stelle, wo es gefährlich ist“ zurückgeführt. Früher wurde auch ein größerer Abschnitt des Rheins zwischen Binger Loch und Kaub, in dem die Pfalzgrafen bei Rhein Gerechtsame ausübten, als wildes Gefährt bezeichnet. Für den Kunsthistoriker Horst Johannes Tümmers deuten „Klang und Namen“ von Gefahrenpunkten wie dem wilden Gefähr „noch den Respekt“ an, „den die Schiffer ihnen einstmals zollten“.

## Geographie

Der Rhein von Lorch bis Kaub 1898 mit Darstellung der Fahrrinne und von Felsen, Geröll und Kies, soweit in schädlicher Höhe anstehend

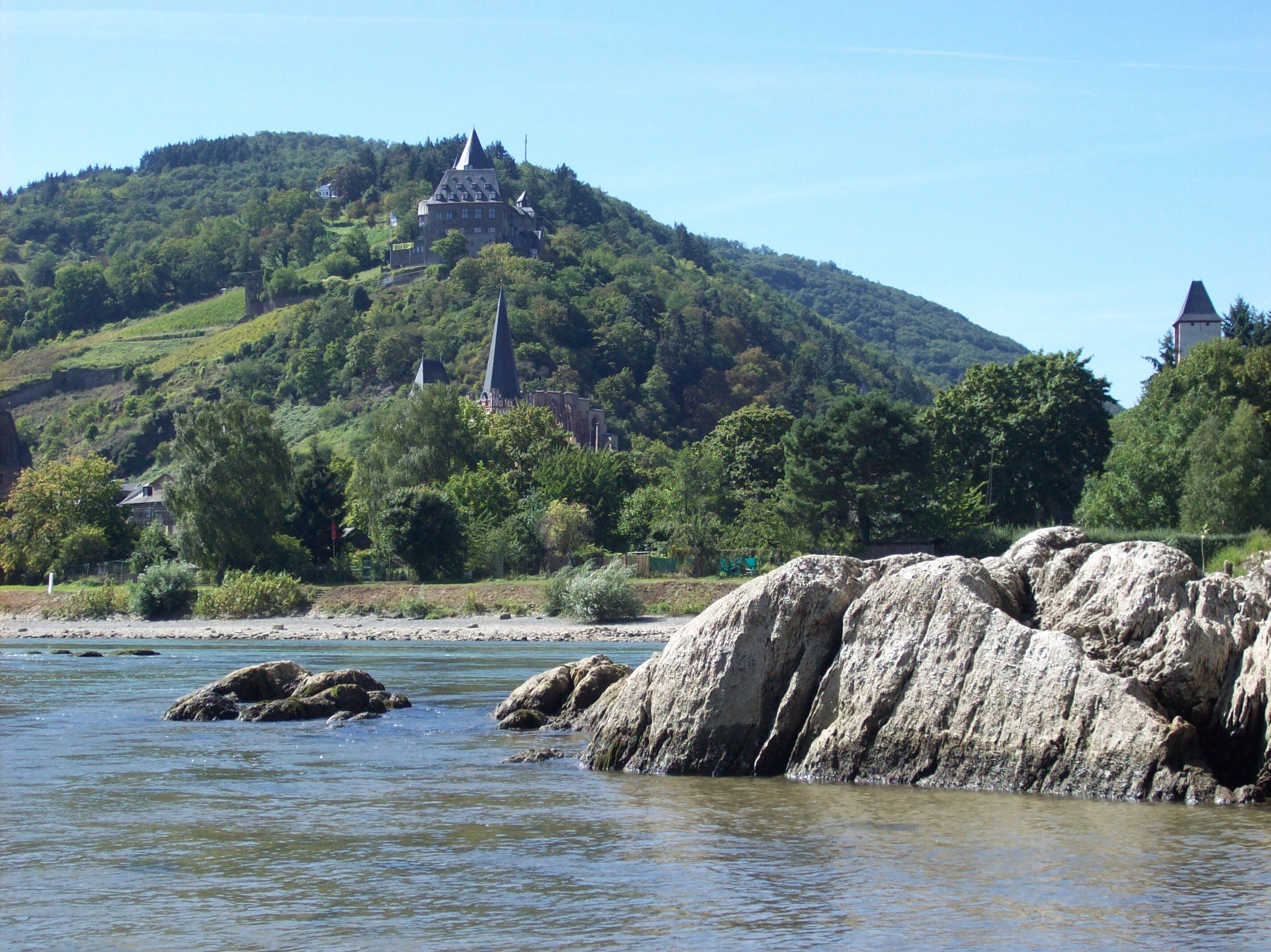
Flossenrisser, ein Felsen am Bacharacher Werth

Nach Eintritt in das Rheinische Schiefergebirge bei Bingen verläuft der Rhein rund 13 Kilometer in nordwestliche Richtung bis Bacharach. Die Flusssohle im Bereich von Bacharach und Kaub wird von Hunsrückschiefer gebildet, der nur bei überdurchschnittlicher Breite des Flusses oder an Stellen mit wenig Strömung von geringen Ablagerungen überdeckt ist. Die einzelnen Schichten des Schiefers sind unterschiedlich widerstandsfähig, so dass vor dem Ausbau zahlreiche Felsspitzen und hochliegende Felsbänke im Flussbett vorhanden waren.
Gut einen Kilometer oberhalb von Bacharach liegt eine der Untiefen des Rheins, der Lorchhauser Grund, ein mit Sand überdecktes Felsenriff. Vor den Ausbaumaßnahmen erstreckte es sich stromabwärts bis Bacharach und der Felsgruppe Bacharacher Leyen. Gegenüber von Bacharach, am Wirbelley, wendet der Rhein seinen Lauf in einer scharfen Rechtskurve nach Norden. Kurz unterhalb Bacharachs liegt links des Hauptstroms der Bacharacher Werth, eine im Kern aus Hunsrückschiefer aufgebaute Flussinsel. Der zwischen Insel und linkem Ufer liegende Stromarm heißt der Hahnen; in ihm liegen mehrere Felsen wie der Mühlenleyen und die Diebsteine. Auch im Hauptstrom flussabwärts der Wirbelley befanden sich vor dem Ausbau etliche Felsen, so der Große und Kleine Altarstein, der Späher, der Galgenleyen oder der Flossenrisser.
Nördlich des Bacharacher Werths teilt sich der Hauptstrom: Das eigentliche Wilde Gefähr war Mitte des 19. Jahrhunderts eine knapp 25 Meter breite, relativ ebene Rinne mit reißender Strömung in einem Gebiet mit zahlreichen Felsbänken und -riffen. Zu den höheren Felsen gehörten der Weinsteinleyen, der Weinsteinbrau, die Wegsteine und der Kohley. Das Wilde Gefähr querte das Flussbett und vereinigte sich am linken Ufer mit dem Hahnen. Oberhalb des wilden Gefährs zweigte nach rechts das Kauber Wasser ab, das in eine Linkskurve überging. In ihm lagen weitere Felsen wie die Schenkelbacherbäncke und der Pfannenstielerleyen. Kauber Wasser und Wildes Gefähr werden vom Kauber Werth getrennt, in der Gegenwart eine baumbestandene Insel. In Plänen des 19. Jahrhunderts ist sie als Schotterbank dargestellt, zum Teil unter dem Namen Kauber Grund. Flussabwärts schließen sich Untiefen an, die Kauber Werth und die Felsinsel Falkenau verbinden.
Im Längsprofil des Rheins war das wilde Gefähr insbesondere bei Niedrigwasser ein kurzer Abschnitt mit starkem Gefälle zwischen zwei Abschnitten mit geringerer Neigung. Dabei floss bei niedrigen Wasserständen prozentual mehr Wasser durch das Kauber Wasser ab. Eine um 1850 entstandene Beschreibung vergleicht das wilde Gefähr mit einem Wehr, das bei niedrigem Wasserstand mehr Wasser staute als bei höheren. Für die Bergfahrt war das wilde Gefähr vor dem Ausbau unpassierbar, für die Talfahrt nur bei ausreichendem Wasserstand, so dass die Schifffahrt überwiegend auf das Kauber Wasser angewiesen war, wo auch der Leinpfad verlief. Die Nutzung des Kauber Wassers durch die Schifffahrt erleichterte die Beitreibung des Rheinzolls an der Kauber Lände. Auch zu diesem Zweck war um 1327 die Burg Pfalzgrafenstein auf der vor Kaub gelegenen Insel Falkenau gebaut worden.
Politisch gehörte das linke Rheinufer ab 1815 zu Preußen. Das rechte Rheinufer war Teil des Herzogtums Nassau, ehe Nassau 1866 von Preußen annektiert wurde. In der Gegenwart ist das wilde Gefähr Teil der Gemarkungen der rheinland-pfälzischen Städte Bacharach (Landkreis Mainz-Bingen) und Kaub (Rhein-Lahn-Kreis). Das rechte Rheinufer südlich des Niedertalbachs mit Lorchhausen und der Wirbelley gehört zu Hessen.

## Ausbau

### 19. Jahrhundert

Das wilde Gefähr 1868. In Rot Felsen, die zwischen 1850 und 1868 gesprengt wurden

Das wilde Gefähr 1874

Das wilde Gefähr 1900

Bis 1850 beschränkte sich der Wasserbau im preußischen Teil des Rheins auf den Uferschutz und die Anlage und Unterhaltung der Leinpfade. 1851 entstand die dem Oberpräsidenten der Rheinprovinz unterstellte preußische Rheinstrom-Bauverwaltung, die die systematische Regulierung des Rheins betrieb. Eduard Adolph Nobiling, dem als Strombaudirektor die Rheinstrom-Bauverwaltung unterstand, bezeichnete das wilde Gefähr 1856 als Stromschnelle und zählte es zu den Abschnitten des Rheins, deren Regulierung besonders dringlich sei. Die Industrialisierung, der Wegfall der Rheinzölle, alter Stapel- und Umschlagsrechte sowie der Übergang von der Treidel- und Segel- zur Dampfschifffahrt vervielfachten die auf dem Rhein transportierte Gütermenge. 1880 stellte Preußen für den weiteren Ausbau des Rheins auf seinem gesamten Staatsgebiet 22 Millionen Mark außerordentliche Mittel bereit. Im Abschnitt zwischen Bingen und Sankt Goar sollte innerhalb von 18 Jahren eine Fahrrinnenbreite von 90 Meter hergestellt werden. Die Fahrrinnentiefe sollte zwei Meter beim gemittelten, gewöhnlich niedrigsten Wasserstand (entsprechend einem Pegelstand von 1,50 Meter am Pegel Köln) betragen.
Die Fahrrinne wurde so festgelegt, dass Felsen und Inseln in möglichst geringem Umfang beseitigt werden mussten. Dies wurde auch begründet mit dem „malerische[n] Aussehen“ des Mittelrheintals, der bereits im 19. Jahrhundert großen Bedeutung des Fremdenverkehrs und der „nationalen Anziehungskraft“, die der Rhein angeblich auf „jeden Deutschen“ ausübe. Die ursprünglichen Planungen sahen vor, die Talfahrt durch das wilde Gefähr zu führen und für die Bergfahrt zwei Fahrrinnen durch das Kauber Wasser und den Hahnen zu schaffen. Angesichts der zahlreichen Felsen im Hahnen unterblieb der Ausbau dieses Stromarms wegen zu hoher Kosten.
Eine um 1849 durchgeführte Überprüfung vorhandener Karten im Maßstab 1:10.000 ergab, dass die dortigen Angaben zu Untiefen und Felsen unzuverlässig waren. Die Karten waren anhand von Angaben der Rheinlotsen gefertigt worden. Eine auf Akten der preußischen Rheinstrom-Bauverwaltung basierende Veröffentlichung unterstellt den Lotsen, bewusst ungenaue oder falsche Angaben gemacht zu haben, um die eigenen Erwerbsmöglichkeiten nicht zu schmälern. Seinerzeit entstammten die Lotsen einigen ortsansässigen Familien; das Wissen um die Felsen wurde häufig von den Lotsen an ihre Söhne weitergegeben.
Zwischen 1849 und Frühjahr 1851 wurden die Felsen bei Bacharach und Kaub mit hohem Aufwand vermessen. Hierzu wurde ein Vermessungsnetz an beiden Rheinufern durch Triangulation bestimmt, das Grundlage der Lagemessung war. Die Höhenmessung erfolgte mit Peilstangen in einem Raster von drei mal drei Fuß. Im engeren Bereich des wilden Gefährs mit einer Fläche von mehr als vier Hektar (über acht Magdeburger Morgen) wurde angesichts der dort nur geringen Höhenunterschiede in einem Raster von sechs auf sechs Fuß gepeilt. Zudem wurde der Wasserspiegel an etlichen Hilfspegeln bei verschieden hohen Abflüssen des Rheins gemessen.
Die ersten Felssprengungen im wilden Gefähr wurden zwischen 1839 und 1841 durchgeführt. Damals wurden Teile der Wegsteine entfernt. 1850 wurden mehrere einzelne Felsen in der Fahrrinne in der Höhe von Bacharach gesprengt, darunter die Altarsteine und der Späher. Zwischen 1863 und 1866 wurde die Fahrrinne im Wilden Gefähr durch Sprengungen verbreitert; zudem wurden weitere Felsen bei Bacharach und am Wilden Gefähr beseitigt. Auch im Kauber Wasser wurden vor 1898 Felsen entfernt. Durch mehrere technische Neuerungen gelang es, die anfänglich hohen Kosten für die Felssprengungen erheblich zu senken. Bei den ersten Sprengungen wurden die erforderlichen Bohrlöcher noch von einem Arbeitsfloß aus mit Handfäusteln hergestellt. Ab 1861 kam eine Dampfbohrmaschine zum Einsatz. 1857 beschloss die Rheinstrom-Bauverwaltung die Beschaffung eines ersten Taucherschachts. Die Taucherschächte wurden zunächst für das Abräumen des Schutts und das Abspitzen von Felsen, die bei Sprengungen stehengeblieben waren, eingesetzt. Ab 1886 wurden die Bohrlöcher in Taucherschächten hergestellt. 1894 beschaffte man einen sogenannten Felsstampfer, ein Schiff, das mit einem rund zehn Tonnen schweren Meißel Felsen zertrümmern sollte. Zudem kamen Greif- und Eimerkettenbagger zum Einsatz.
1868 wurde links des wilden Gefährs zwischen Weinsteinleyen und Weinstein ein Parallelwerk gebaut, das 1898 bis zum Bacharacher Werth verlängert wurde. Dadurch sollte ein Abströmen von Wasser in den Hahnen verhindert werden. Zwischen 1868 und 1870 wurden am unteren Ende des Hahnen ein Deckwerk mit Traversen und zwei Buhnen gebaut, durch die der Wasserspiegel unterhalb des Wilden Gefährs angehoben werden sollte. Dem gleichen Zweck dienten drei Buhnen, die zwischen 1898 und 1899 am Kauber Werth gebaut wurden. Um einen vermehrten Abfluss durch den Nebenarm zu verhindern, entstand 1898 am Eingang zum Hahnen eine Grundschwelle. Grund waren Regulierungsarbeiten oberhalb von Bacharach, durch die der Schifffahrt das Anlegen in der Stadt erleichtert werden sollte. Bereits in den 1870er Jahren entstand ein rund 1600 Meter langes Längswerk, das vom Kohley über den Kauber Werth zur Insel Falkenau verläuft und das Kauber Wasser vom linken Stromarm trennt.
Um 1900 waren die Regulierungsarbeiten abgeschlossen. Im Wilden Gefähr war die Fahrrinne auf rund 70 Meter, im Kauber Wasser auf 60 Meter verbreitert worden. Durch den Ausbau des Wilden Gefährs war der Wasserspiegel im Mittel um 17 Zentimeter gesunken. Während im Kauber Wasser ein gleichmäßigeres Gefälle erreicht werden konnte, gelang dies im Wilden Gefähr nicht: Nach Messungen von 1929 bei einem Wasserstand von 1,39 Meter am Pegel Kaub betrug das Gefälle im Wilden Gefähr 1:800, oberhalb waren es 1:2100, unterhalb 1:6200, im Kauber Wasser 1:2430. Eine Anhebung des Wasserspiegels unterhalb des wilden Gefährs wäre mit Nachteilen für die Schifffahrt verbunden gewesen. Eine weitere Senkung des Wasserspiegels oberhalb hätte zusätzliche Felssprengungen erfordert. Infolge der Neigungsverhältnisse nutzte die Talfahrt das Wilde Gefähr, die Bergfahrt das Kauber Wasser. Bergfahrende Personenschiffe wählten meist das Wilde Gefähr, da dies der kürzere Weg war.

Aufnahmen der Rheinbefliegung 1953
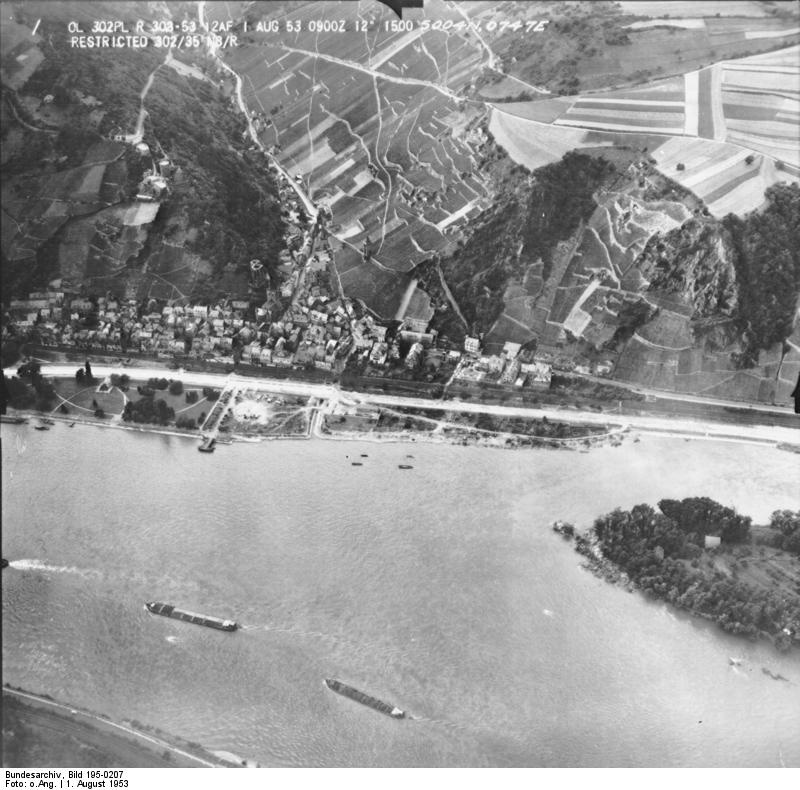
Bacharach mit der Abzweigung des Hahnen und dem Südende des Bacharacher Werths
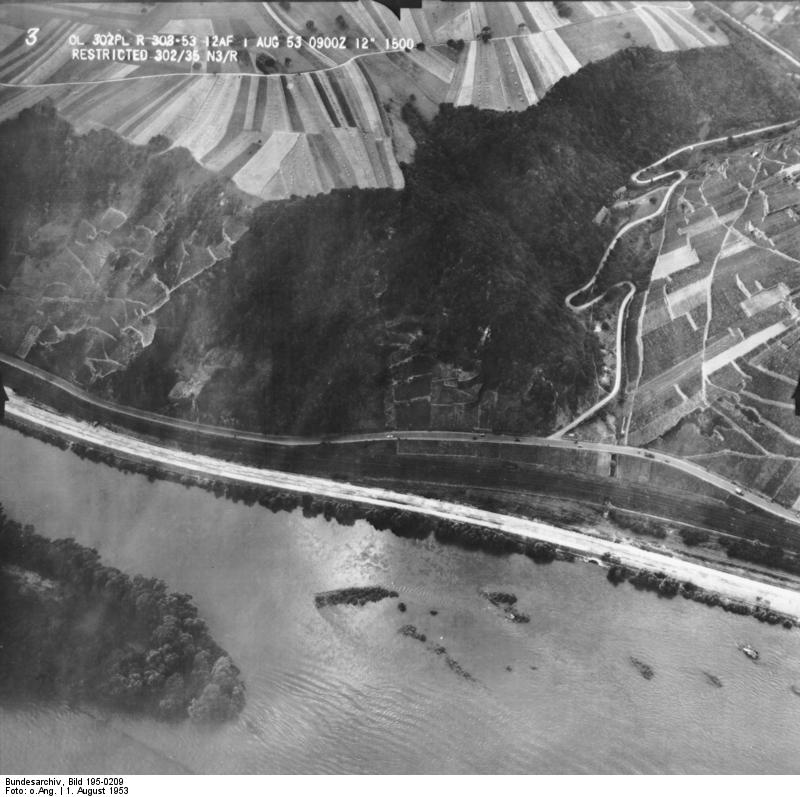
Die Diebsteine im unteren Teil des Hahnen, links der Bacharacher Werth
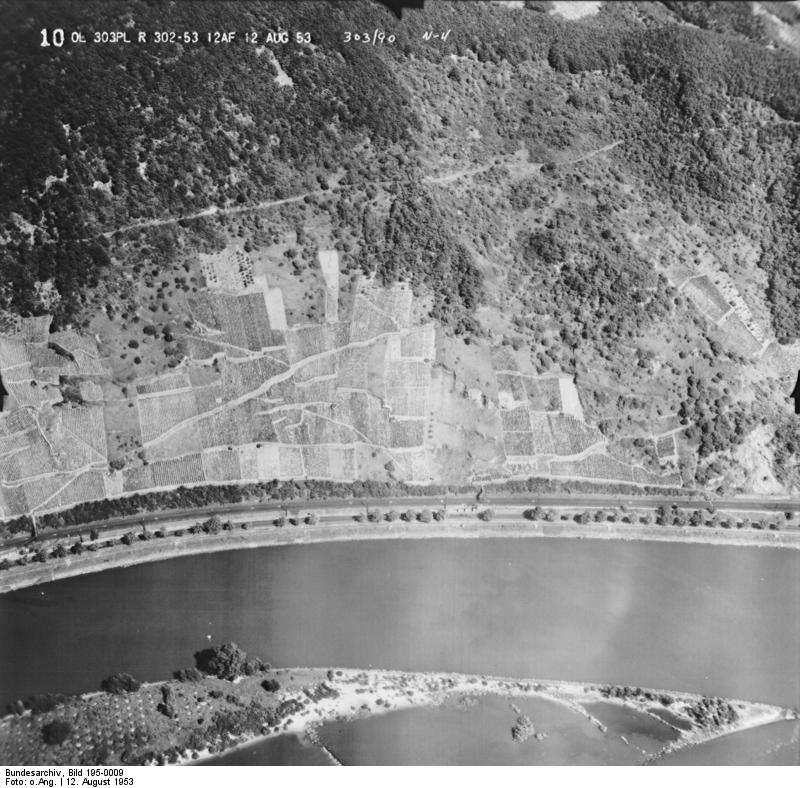
Kauber Wasser und Kauber Werth mit dem Längswerk zum Kohley
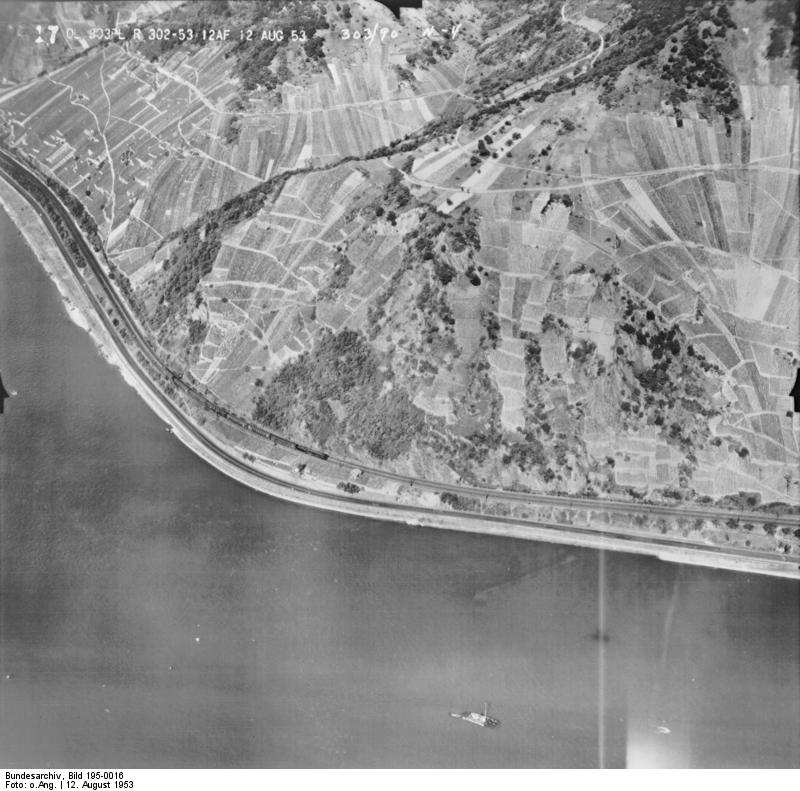
Wirbelley

### 20. Jahrhundert

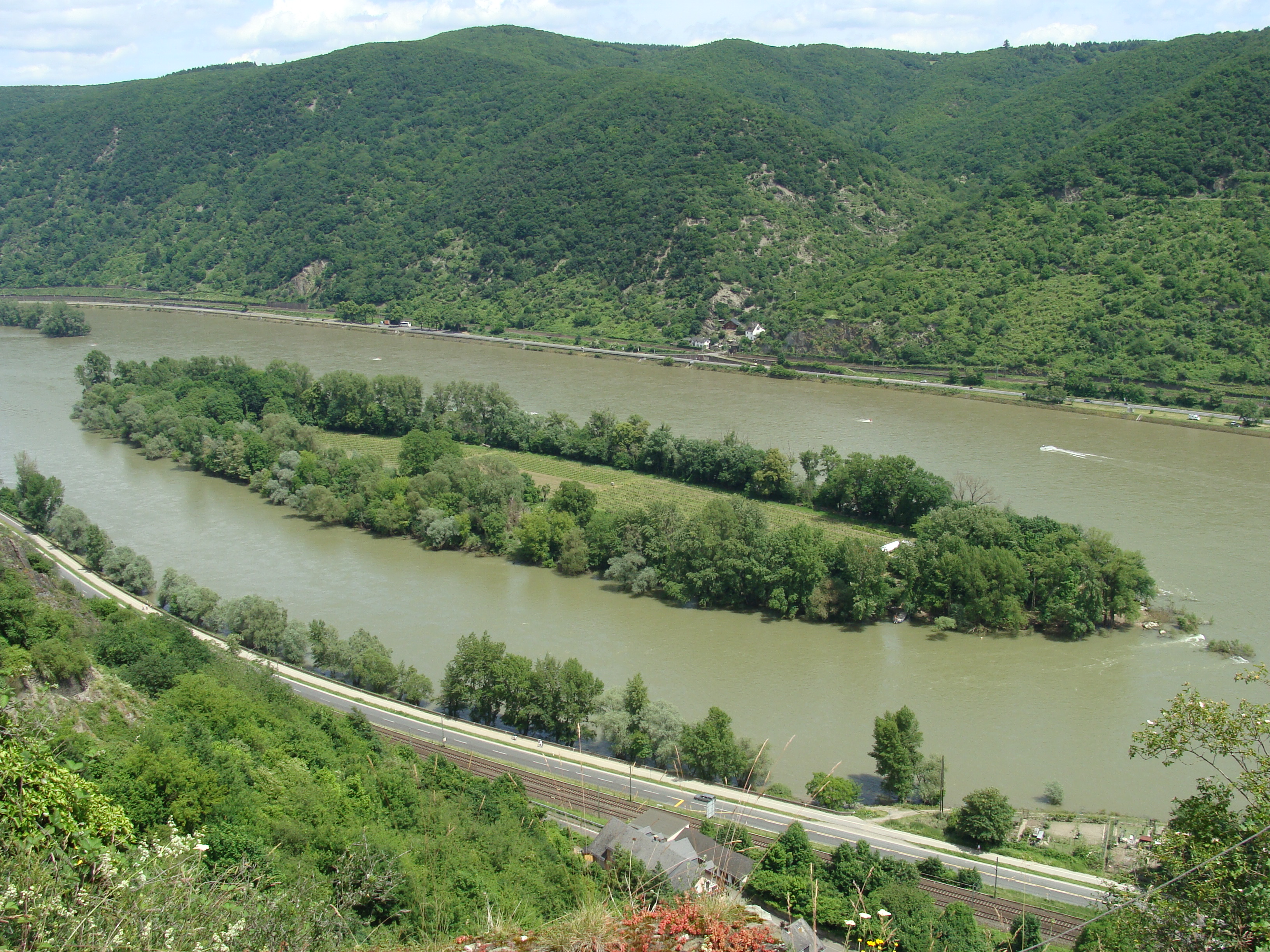
Der Bacharacher Werth, am linken Bildrand der Kauber Werth, dazwischen das wilde Gefähr

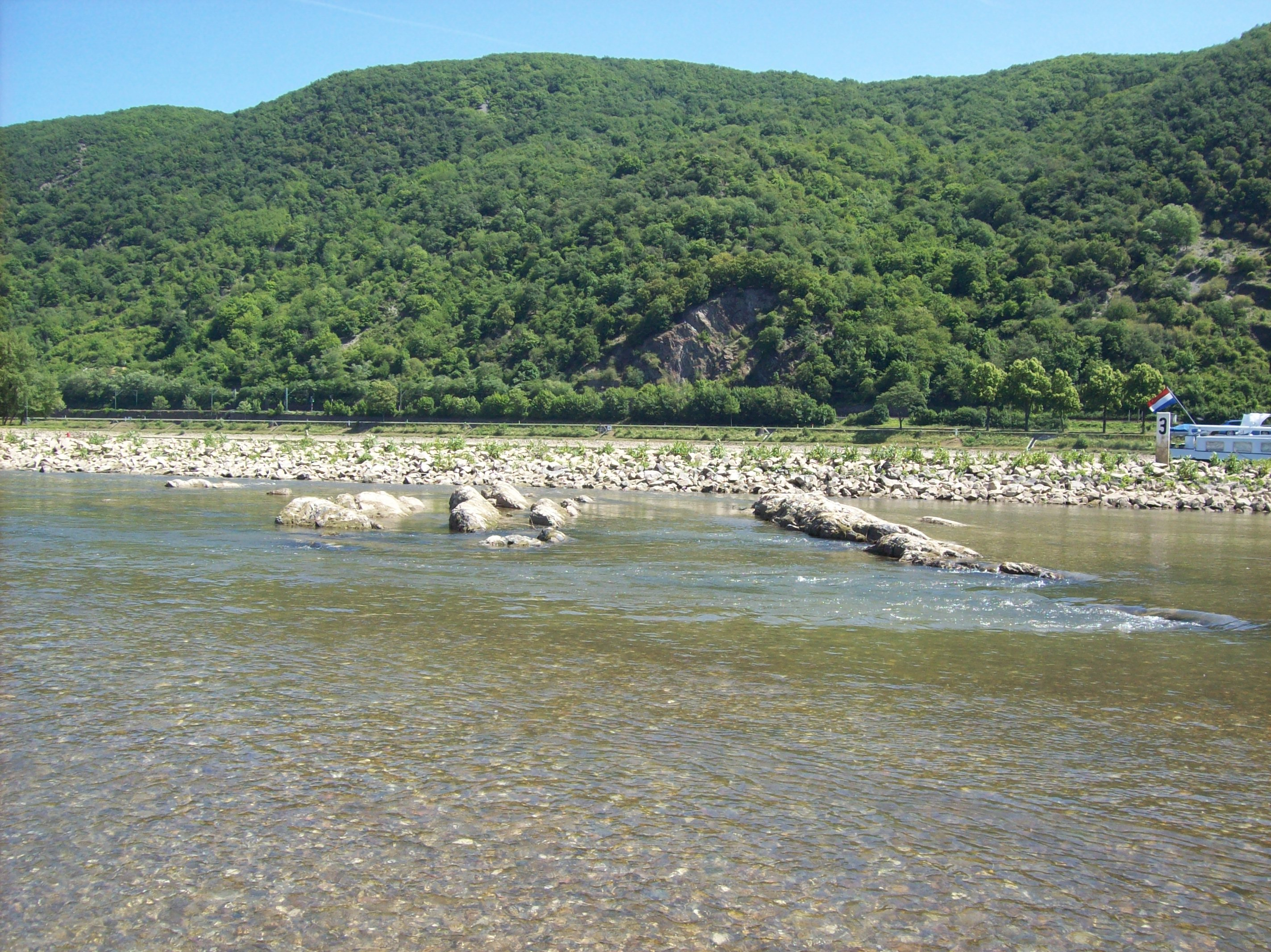
Reste des Weinsteinerleyen vor dem Parallelwerk nördlich des Bacharacher Werths

Zwischen 1974 und 1978 wurde das wilde Gefähr auf eine Fahrrinnenbreite von 120 Meter ausgebaut; zugleich wurde der Weg durch das Kauber Wasser aufgegeben. Die Bauarbeiten waren Teil des seit 1964 laufenden Ausbaus des Rheins zwischen Sankt Goar und Neuburgweier/Lauterbourg, mit dem die Fahrrinne von 1,70 auf 2,10 Meter (bezogen auf den gleichwertigen Wasserstand) vertieft werden sollte. Durch die im Vergleich zum Unterlauf des Rheins geringere Fahrrinnentiefe konnte die Ladefähigkeit der Schiffe zuvor oft nicht ausgenutzt werden, so dass mehr Schiffe eingesetzt werden mussten mit der Folge von Stauungen vor Engstellen wie dem Binger Loch und dem wilden Gefähr.
Um die Auswirkungen möglicher Baumaßnahmen vorab beurteilen zu können, wurden in der Bundesanstalt für Wasserbau (BAW) Untersuchungen anhand eines Modells durchgeführt, da angesichts der komplizierten Verhältnisse nur theoretische und rechnerische Prognosen für nicht ausreichend erachtet wurden. Das Modell im Maßstab 1:66⅔ umfasste den knapp fünf Kilometer langen Stromabschnitt zwischen Lorch und Kaub; an ihm waren Messeinrichtungen zur Erfassung von Wasserspiegel und Geschwindigkeiten installiert. Um Größe und Richtung der Oberflächenströmung im Bild festhalten zu können, wurden schwimmende Lichter und Schaumpolystyrolplättchen eingesetzt. Anhand eines Modellschiffs vom Typ Johann-Welker wurden mögliche Auswirkungen von Baumaßnahmen auf die Binnenschifffahrt untersucht. Daten zum Kurs und zur Geschwindigkeit von Schiffen im wilden Gefähr waren anhand von Luftbildern gewonnen worden.
Im Modell untersucht wurden zwei Ausbauvarianten: Ein Ausbau mit zwei getrennten Fahrrinnen und ein Ausbau mit einer ungeteilten Fahrrinne. Beide Varianten erwiesen sich als machbar; die BAW empfahl die Variante einer ungeteilten Fahrrinne durch das wilde Gefähr, da diese besser für Schubverbände mit vier Leichtern geeignet sei. Eine Versuchsfahrt mit einem derartigen Schubverband hatte ergeben, dass die Enge des Kauber Wassers Schwierigkeiten bereitete. Um die Gefällestufe im wilden Gefähr zu reduzieren, waren Sohlvertiefungen flussaufwärts erforderlich, um dort den Wasserspiegel zu senken. Die für das gleiche Ziel erwogene Auffüllung von Übertiefen in Höhe der Burg Pfalzgrafenstein wurde von der BAW abgelehnt, da sie eine Anhebung von Hochwasserständen bewirken könne.
Entsprechend der BAW-Empfehlungen wurde das wilde Gefähr ab April 1974 ausgebaut. Im Zuge der Baumaßnahmen wurde die Felssohle vertieft. Am Längswerk zwischen Kauber Werth und der Insel Falkenau wurden fünf Niedrigwasserbuhnen neugebaut; das Parallelwerk nördlich des Bacharacher Werths wurde zurückverlegt. Ab Anfang 1977 stand der Schifffahrt im wilden Gefähr eine 90 Meter breite Fahrrinne zur Verfügung; ein Jahr später war die Verbreiterung auf 120 Meter nahezu abgeschlossen. Durch die Baumaßnahmen wurde ein gleichmäßigeres Gefälle im wilden Gefähr erreicht. Bei der gesamten Ausbaumaßnahme konnte statt der ursprünglich geplanten 2,10 Meter nur eine Fahrrinnentiefe von 1,90 Meter erreicht werden. Nach Angaben von 2016 liegt eine von sechs sogenannten Tiefenengstellen, die einer Fahrrinnentiefe von 2,10 Meter entgegenstehen, am Bacharacher Werth. Im Zuge des Projekts „Abladeoptimierung Mittelrhein“ soll bis zum Jahr 2030 eine Fahrrinnentiefe von 2,10 Meter hergestellt werden.